# KDDI
KDDI Corporation (KDDI株式会社 KDDI Kabushiki Gaisha) (TYO: 9433
) er en japansk telekommunikationsvirksomhed. Virksomheden opstod i sin nuværende form i oktober 2000 ved en fusion mellem DDI Corp. (Daini-Denden Inc.), KDD (Kokusai Denshin Denwa) Corp. og IDO Corp. Koncernens hovedsæde er i Garden Air Tower i Iidabashi i Chiyoda i Tokyo.
KDDI dyster med SoftBank om at være den næststørste operatør af mobiltelefoni og mobildata, markedsandelen er på omkring 30 %. Koncernens omsætning var i 2012 på 41,3 mia. amerikanske dollar og der var 18.418 (2010) medarbejdere
Koncernens største aktionærer er Kyocera der ejer 12,76 % og Toyota der ejer 11,09 %.
KDDI udbyder mobiltelefoni gennem mærket "au by KDDI". Internet udbydes gennem au one net-mærket, mens "au Hikari" er navnet på langdistance og international telefoni og datakommunikation og Fiber to the Home (FTTH) services markedsføres. ADSL-bredbåndsforbindelser tilbydes gennem mærket "ADSL One" og IP-telefoni gennem kobberkabler markedsføres som "Metal Plus". Øvrige datterselskaber omfatter KDDI R&D Labs, KDDI Network & Solutions, Kokusai Cable Ship, Okinawa Cellular Telephone og KDDI America.